# بوبي تومسون (لاعب كرة قاعدة أمريكي)
بوبي تومسون (بالإنجليزية: Bobby Thomson) هو لاعب كرة قاعدة أمريكي، ولد في 25 أكتوبر 1923 في غلاسكو في المملكة المتحدة، وتوفي في 16 أغسطس 2010 في Skidaway Island, Georgia ‏ في الولايات المتحدة.

## وصلات خارجية
- بوبي تومسون (لاعب كرة قاعدة أمريكي) على موقعبيزبول رفرنس.كوم (الدوري الرئيسي) (الإنجليزية)
- بوبي تومسون (لاعب كرة قاعدة أمريكي) على موقعبيزبول رفرنس.كوم (الدوري الثانوي) (الإنجليزية)
- بوبي تومسون (لاعب كرة قاعدة أمريكي) على موقع جمعية أبحاث البيسبول الأمريكية (الإنجليزية)
- بوبي تومسون (لاعب كرة قاعدة أمريكي) على موقع مشجعي الرسوم البيانية (الإنجليزية)
- بوبي تومسون (لاعب كرة قاعدة أمريكي) قاعة قاعة إسكتلندا للمشاهير الرياضية (الإنجليزية)
- بوبي تومسون (لاعب كرة قاعدة أمريكي) على موقع إن إن دي بي (الإنجليزية)